# فیلم ۱۳۵

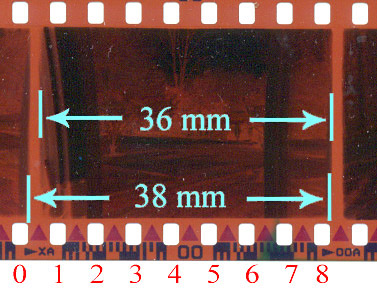
فیلم ۳۵ میلی‌متری و سوراخ‌های روی فیلم

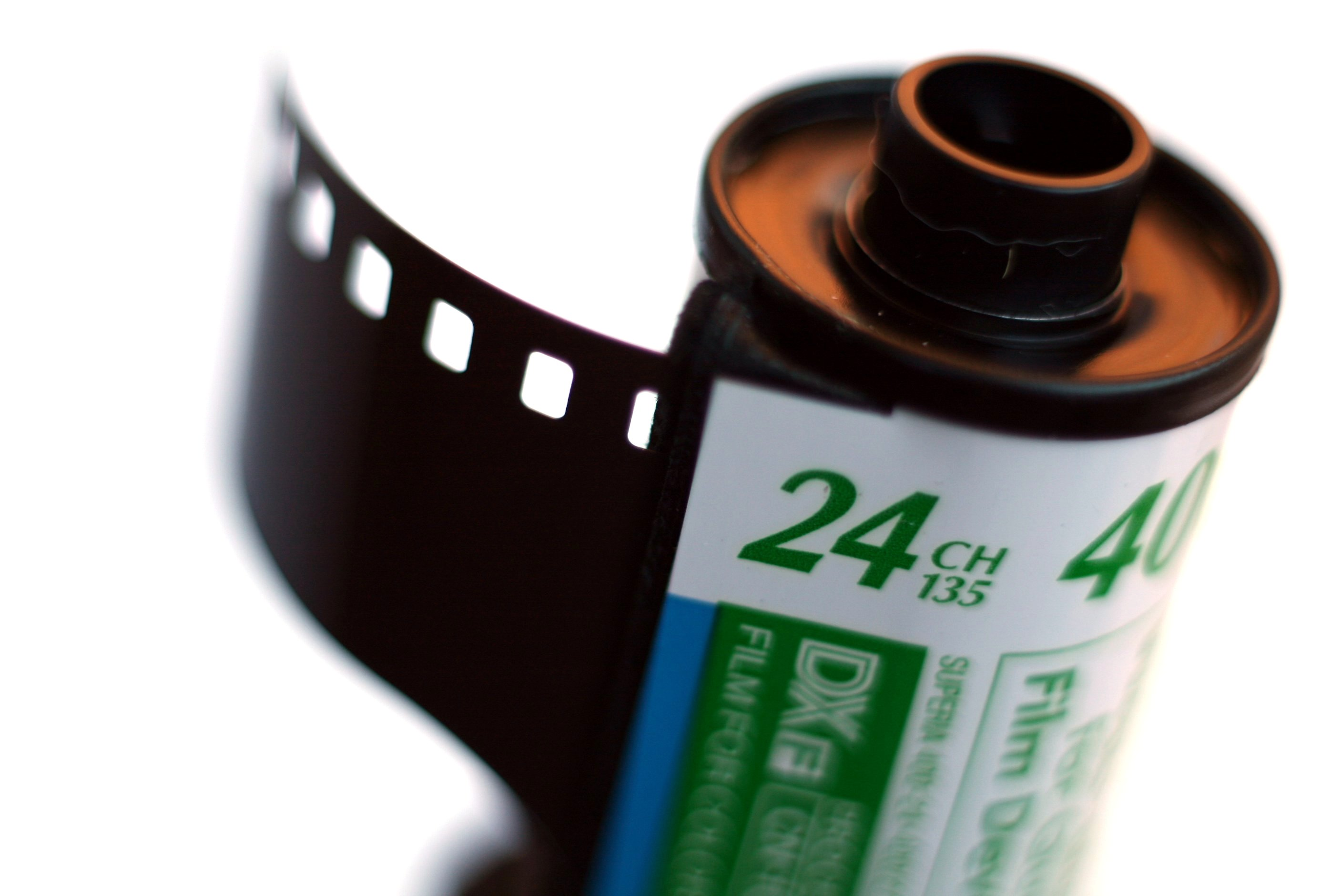
فیلم ۳۵ میلی‌متری رنگی فوجی ایزو ۴۰۰

فیلم ۱۳۵ برای نخستین بار توسط شرکت ایستمن کداک در سال ۱۹۳۴ به بازار عرضه شد. این نوع فیلم‌ها برای عکاسی‌های ثابت به کار می‌روند و به فیلم ۳۵ میلی‌متری نیز مشهورند. فیلم ۳۵ میلی‌متری به دلیل داشتن تناسب بین اندازه و کیفیت یکی از پراستفاده‌ترین فیلم‌های عکاسی در بازارهای مصرف‌کننده و حرفه‌ای تا به امروز بوده‌است. این نوع فیلم و دیگر فرمت‌های فیلم در سال‌های اخیر به دلیل ترویج عکاسی دیجیتال و بالا بودن هزینهٔ ظهور، چاپ و اسکن آن نسبت به عکس‌های دیجیتال از رونق افتاده‌است؛ و شرکت‌های تولید کنندهٔ این نوع فیلم به مرور زمان تولید آن را کاهش یا قطع کرده‌اند.
دوربین‌های دیجیتال اصطلاحاً «کادر کامل» یا «Full Frame» دارای سنسورهای هم‌اندازه با مساحت یک عدد فریم ۱۳۵ هستند.

## ویژگی‌ها
این فیلم در طول‌های متفاوتی مانند ۲۴ یا ۳۶ فریم استاندارد عرضه می‌شود. هر فریم این نوع فیلم معمولاً دارای طولی ۳۶ میلی‌متری و عرضی ۲۴ میلی‌متری است. چون فریم‌ها روی فیلم نور ندیده تفکیک نشده‌اند، برخی از دوربینها می‌توانند اندازه فریم‌های بزرگتر یا کوچکتر از اندازه استاندارد روی فیلم ایجاد کنند. این اندازه‌های متفاوت عموماً برای مصارف خاص مانند ایجاد تصاویر سراسرنما (پانورامیک) بکار می‌روند.
هر کارتریج از فیلم ۱۳۵ شامل یک نوار فیلم است که داخل جداره‌ای فلزی و عایق نسبت به نور قرار دارد. این جداره اجازه می‌دهد که این نوع فیلم را بتوان در نور عادی داخل دروبین قرار داد. این نوع فیلم معمولاً بعد از ثبت کردن عکسها باید به کارتریج بازپیچی شود که بتوان فیلم را برای ظهور از دوربین خارج کرد. معمولاً کارتریج‌های این نوع فیلم دارای بخش کوتاهی از فیلم برش خورده‌ای هستند که از کارتریج بیرون زده شده‌است و برای کار گذاشتن فیلم در دروبین بکار می‌رود.
اکثر فیلم‌هایی که اکنون تولید می‌شوند داری رمز دی‌ایکس (DX encoding) هستند که اجازه می‌دهد دوربینهایی که قابلیت آن را داشته باشند، به صورت خودکار بتوانند سرعت و طول فیلم را تشخیص دهند.